# Tumxuk

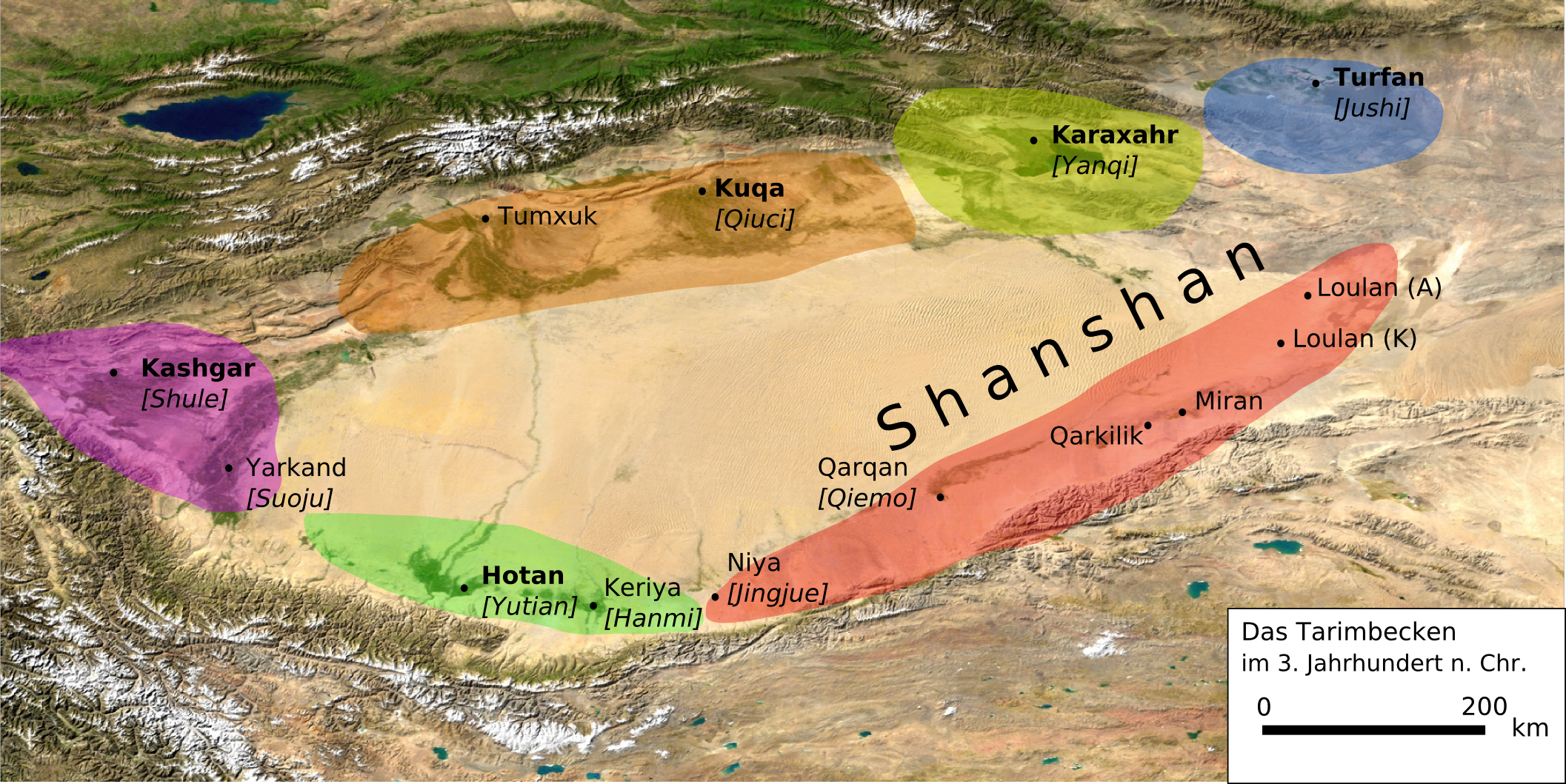
Tumxuk im Tarimbecken des 3. Jahrhunderts n. Chr.

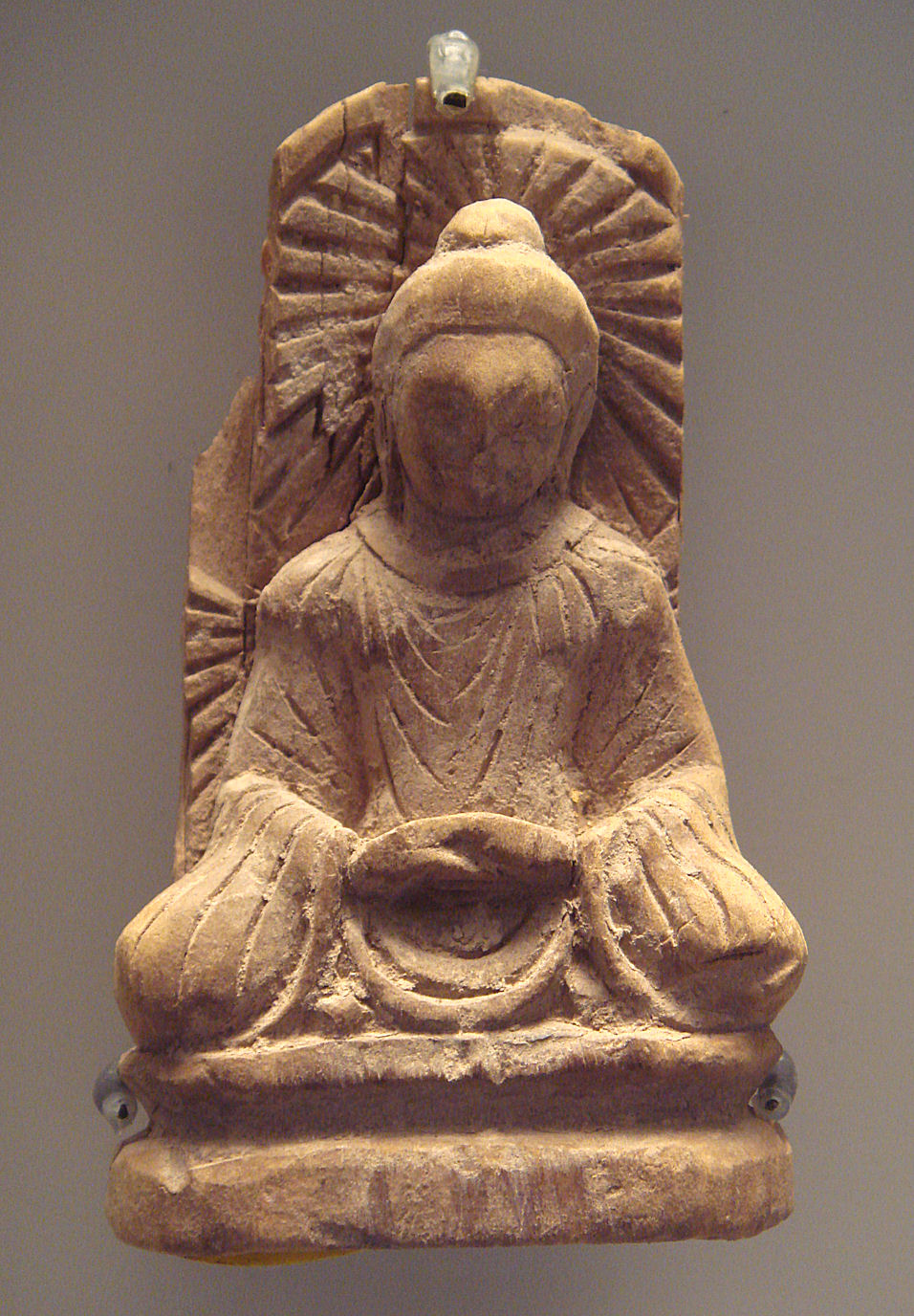
Buddhastatue aus Tumxuk, 5. Jahrhundert

Tumxuk oder Tumschuk (chinesisch 图木舒克市, Pinyin Túmùshūkè Shì, uigurisch تۇمشۇق شەھىرى Tumxuⱪ Xəⱨiri; vereinzelt auch Tumšuq, Tumushuk und Tumshuq geschrieben) ist eine direkt der Gebietsregierung (und nicht wie andere kreisfreie Städte der Bezirksebene) unterstehende kreisfreie Stadt im Westen des Uigurischen Autonomen Gebiets Xinjiang der Volksrepublik China. Sie liegt im Westen des Tarimbeckens und im Osten des sie umgebenden Regierungsbezirks von Kaschgar. Das Verwaltungsgebiet der Stadt hat eine Fläche von 1.901 Quadratkilometern und eine Einwohnerzahl von 135.727 (Stand: Zensus 2010).

## Administrative Gliederung
Auf Gemeindeebene setzt sich Tumxuk aus drei Straßenvierteln, einer Großgemeinde und fünf Produktions- und Aufbaukorps zusammen. Diese sind:
- Straßenviertel Qianhai (前海街道);
- Straßenviertel Xiyganqol (齐干却勒街道);
- Straßenviertel Yong’anba (永安坝街道);
- Großgemeinde Karabel (喀拉拜勒镇);
- Produktions- und Aufbaukorps Nr. 44 (兵团四十四团);
- Produktions- und Aufbaukorps Nr. 49 (兵团四十九团);
- Produktions- und Aufbaukorps Nr. 50 (兵团五十团);
- Produktions- und Aufbaukorps Nr. 51 (兵团五十一团);
- Produktions- und Aufbaukorps Nr. 53 (兵团五十三团).